# Emanuele Rossi (giurista)
Emanuele Rossi (Pontremoli, 19 ottobre 1958) è un costituzionalista e giurista italiano. Si occupa in particolare di diritti e libertà fondamentali, di giustizia costituzionale, di diritto parlamentare. Insegna Diritto costituzionale alla Scuola superiore Sant’Anna di Pisa, in cui ha svolto le funzioni di Preside della Classe di Scienze sociali, di Direttore dell'Istituto Dirpolis (Diritto, politica, sviluppo) e di Pro-Rettore vicario. È membro dell'Associazione Italiana dei Costituzionalisti e dal 2015 al 2018 ha fatto parte del suo Consiglio direttivo. Dal 2025 è presidente dell'Associazione Gruppo di Pisa. 

## Biografia
Consegue la laurea in Giurisprudenza presso l'Università di Pisa sotto la guida di Alessandro Pizzorusso, e il dottorato di ricerca in Diritto pubblico nell'Università di Firenze con una tesi seguita dal prof. Ugo De Siervo. Dopo un periodo quale ricercatore universitario nell'Università di Trento, dal 1º novembre 1996 è stato professore associato in Diritto pubblico alla Scuola Superiore Sant’Anna, e dal 1º novembre 2000 professore ordinario di Diritto costituzionale.
È stato Assistente di studio presso la Corte costituzionale e consigliere giuridico del Ministro della sanità; ha collaborato con alcuni ministeri, Regioni, enti locali ed enti privati. È Direttore del CISSC (Centro interuniversitario di studi sul servizio civile).
Dal gennaio 2007 al febbraio 2012 è stato consigliere dell'Agenzia nazionale delle ONLUS (rinominata Agenzia per il Terzo settore a partire dal 2011), su nomina del Presidente del Consiglio dei ministri.
Nel luglio 2006 è stato eletto dal Parlamento in seduta comune nella lista di coloro tra i quali devono essere sorteggiati sedici giudici che integrano la Corte costituzionale nell'ipotesi di giudizio penale nei confronti del Presidente della Repubblica.

## Attività di ricerca
L'attività scientifica di Emanuele Rossi ha riguardato vari ambiti del diritto costituzionale, con particolare riguardo alla tutela del principio pluralistico, della giustizia costituzionale, del diritto parlamentare, dei diritti sociali, della regolamentazione giuridica dei partiti politici e del Terzo settore.
Ha curato numerose edizioni degli Studi pisani sul Parlamento, ha svolto ricerche nell'ambito della disciplina giuridica dell'immigrazione ed e è autore di quasi trecento pubblicazioni. Fa parte della direzione o del comitato scientifico di alcune riviste di diritto costituzionale.